# Rajd Krakowski 2002
Rajd Krakowski 2002 – 25. edycja Rajdu Krakowskiego. Był to rajd samochodowy rozgrywany od 12 do 13 kwietnia 2002 roku. Była to druga runda Rajdowych Samochodowych Mistrzostw Polski w roku 2002. Rajd składał się z dwunastu odcinków specjalnych (jeden odwołano). Podczas rozgrywania czwartego OS-u doszło do wypadku w którym zginął pilot Macieja Lubiaka - Bartłomiej Sitek. Renault Clio prowadzone przez Maciej Lubiaka przy dużej prędkości wypadło z trasy, uderzyło w betonową poręcz a następnie w drzewo. Bartłomiej Sitek w wyniku uderzenia doznał ciężkich obrażeń narządów wewnętrznych, kierowcy nic poważnego się nie stało.

## Wyniki końcowe rajdu[2]
| Miejsce | Kierowca          | Pilot            | Samochód                 | Czas      | Strata  | Grupa Klasa |
| ------- | ----------------- | ---------------- | ------------------------ | --------- | ------- | ----------- |
| 1       | Leszek Kuzaj      | Erwin Mombaerts  | Peugeot 206 WRC          | 1:01:04.7 | -       | A8          |
| 2       | Janusz Kulig      | Jarosław Baran   | Seat Cordoba WRC Evo3    | 1:02:25.6 | +1:20.9 | A8          |
| 3       | Paweł Dytko       | Tomasz Dytko     | Mitsubishi Lancer Evo VI | 1:03:56.0 | +2:51.3 | N4          |
| 4       | Sebastian Frycz   | Maciej Wisławski | Mitsubishi Lancer Evo V  | 1:03:57.7 | +2:53.0 | N4          |
| 5       | Damian Gielata    | Zbigniew Cieślar | Škoda Octavia WRC        | 1:04:22.4 | +3:17.7 | A8          |
| 6       | Zbigniew Gabryś   | Maciej Baran     | Mitsubishi Lancer Evo VI | 1:04:50.3 | +3:45.6 | N4          |
| 7       | Tomasz Czopik     | Łukasz Wroński   | Mitsubishi Lancer Evo VI | 1:05:13.8 | +4:09.1 | N4          |
| 8       | Michał Sołowow    | Emil Horniaček   | Mitsubishi Lancer Evo VI | 1:06:30.9 | +5:26.2 | N4          |
| 9       | Magdalena Cieślik | Magdalena Lukas  | Mitsubishi Lancer Evo VI | 1:07:54.1 | +6:49.4 | N4          |
| 10      | Jarosław Pineles  | Bartosz Siodła   | Opel Corsa S1600         | 1:09:39.0 | +8:34.3 | A6          |